# Cinclodes nigrofumosus
Cinclodes nigrofumosus là một loài chim trong họ Furnariidae.